# Kerk van Peñalba de Santiago

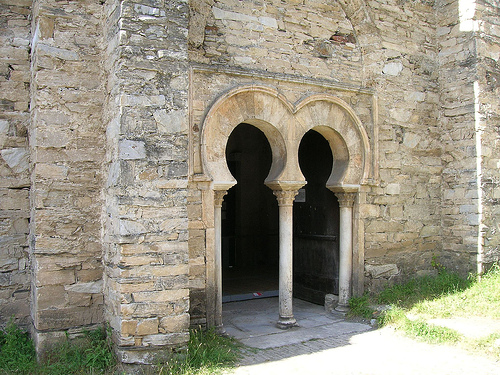
portaal kerk Peñalba de Santiago

De Kerk van Peñalba de Santiago is een kerk in de Spaanse provincie León nabij Ponferrada.
Abt Salomon bouwde er een klooster annex kerk in 937.
De kleine kerk is eenbeukig. Er zijn drie rechthoekige apsissen aan het uiteinde van het gebouw.
Het portaal heeft twee identieke, elegante hoefijzervormige bogen die steunen op drie zuilen met Korinthische kapitelen.
Samen met de San Miguel de Escalada vormt deze kerk het hoogtepunt van de mozarabische bouwstijl in de streek van Léon.
Het dorpje Peñalba de Santiago is zeer idyllisch gelegen in de “Vallei van de Stilte” en nestelt zich als het ware in de schaduw van een kalkrots. De kleur van de rots (alba betekent wit) verklaart meteen de naam van de plaats.